# 4221 Пікассо
4221 Пікассо (4221 Picasso) — астероїд головного поясу, відкритий 13 березня 1988 року.
Тіссеранів параметр щодо Юпітера — 3,330.